# Danmark ved sommer-OL 1920
Danmark deltager i Sommer-OL 1920. 154 Sportsudøvere, 150 mænd og 4 kvinder fra Danmark deltog i 14 sportsgrene under Sommer-OL 1920 i Antwerpen. Danmark kom på en tiendeplads med tre guld-, ni sølv- og en bronzemedalje. 

## Medaljer
| 1920 Antwerpen | Guld | Sølv | Bronze | Total |
| Danmark        | 3    | 9    | 1      | 13    |

## Medaljevindere
| Danmark ved sommer-OL 192O i Antwerpen | Danmark ved sommer-OL 192O i Antwerpen | Danmark ved sommer-OL 192O i Antwerpen | Danmark ved sommer-OL 192O i Antwerpen | Danmark ved sommer-OL 192O i Antwerpen |
| Medaljer                               | Udøver | Sport                                  | Øvelse                                 |                                        |
| -------------------------------------- | --- | -------------------------------------- | -------------------------------------- | -------------------------------------- |
| Guld                                   | Stefani Fryland Clausen | Udspring                               | Tårnspring, kvinder                    |                                        |
| Guld                                   | Niels Larsen Lars Jørgen Madsen Anders Peter Nielsen Anders Petersen Erik Sætter-Lassen | Skydning                               | Hold, 300 m fri riffel, stående        |                                        |
| Guld                                   | Georg Albertsen Rudolf Andersen Viggo Dibbern Aage Frandsen Hans Trier Hansen Hugo Helsten Harry Holm Herold Jansson Robert Johnsen Christian Juhl Vilhelm Lange Svend Meulengracht Madsen Peder Marcussen Peder Møller Lukas Nielsen Niels Turin Nielsen Steen Lerche Olsen Christian Møller Pedersen Hans Rønne Harry Sørensen Christian Thomas Knud Vermehren                                                                                 | Gymnastik                              | Hold, frit system                      |                                        |
| Sølv                                   | Poul Hansen | Brydning                               | Græsk-romersk brydning, Sværvægt       |                                        |
| Sølv                                   | Gotfred Johansen | Boksning                               | Letvægt                                |                                        |
| Sølv                                   | Niels Larsen | Skydning                               | Fri riffel, 300 m, 3 stillinger        |                                        |
| Sølv                                   | Lars Jørgen Madsen | Skydning                               | Militærriffel, 300 m, stående          |                                        |
| Sølv                                   | Henry Petersen | Atletik                                | Stangspring                            |                                        |
| Sølv                                   | Søren Petersen | Boksning                               | Sværvægt                               |                                        |
| Sølv                                   | Anders Petersen | Boksning                               | Fluevægt                               |                                        |
| Sølv                                   | Johannes Birk Frede Hansen Frederik Hansen Kristian Hansen Hans Hovgaard Jakobsen Aage Jørgensen Alfred Frøkjær Jørgensen Alfred Ollerup Jørgensen Arne Jørgensen Knud Kirkeløkke Jens Lambæk Kristian Larsen Kristian Madsen Niels Erik Nielsen Niels Kristian Nielsen Dynes Pedersen Hans Pedersen Johannes Pedersen Peder Dorf Pedersen Rasmus Rasmussen Hans Christian Sørensen Hans Laurids Sørensen Søren Sørensen Georg Vest Aage Walther | Gymnastik                              | Hold, svensk system                    |                                        |
| Sølv                                   | Hans Adolf Bjerrum Ejvind Blach Svend Blach Steen Due Thorvald Eigenbrod Frans Faber Hans Jørgen Hansen Hans Christian Herlak Henning Holst Erik Husted Paul Metz Andreas Rasmussen | Hockey                                 |                                        |                                        |
| Bronze                                 | Johannes Eriksen | Brydning                               | Græsk-romersk brydning, Letsværvægt    |                                        |

## Links
- http://www.aafla.org/5va/reports_frmst.htm Arkiveret 4. februar 2012 hos  Wayback Machine
- den internationale olympiske komites database for resultater under OL (engelsk)